# Rimantas Karazija
Rimantas Karazija (ur. 22 marca 1936 w Kupiszkach, zm. 1 sierpnia 2012) – litewski lekarz weterynarii, profesor, polityk, dyplomata, minister rolnictwa w latach 1992–1994.

## Życiorys
W 1959 ukończył studia w Litewskiej Akademii Weterynaryjnej. W 1967 uzyskał stopień kandydata nauk weterynaryjnych, a w 1989 otrzymał tytuł profesora.
Po ukończeniu studiów został pracownikiem naukowym Instytutu Naukowo-Badawczego Hodowli i Weterynarii. Następnie powrócił do Litewskiej Akademii Weterynaryjnej – pracował na stanowiskach asystenta, docenta i kierownika Katedry Fizjologii, Patofizjologii i Patoanatomii. W latach 1968–1974 pełnił funkcję prodziekana Wydziału Weterynarii. Od 1974 był prorektorem ds. naukowych, a w 1976 został rektorem uczelni, zachowując to stanowisko przez kolejnych 16 lat. Jako rektor przyczynił się do rozwoju współpracy naukowej Litewskiej Akademii Weterynaryjnej z uczelniami zagranicznymi.
W grudniu 1992 objął stanowisko ministra rolnictwa w rządzie Bronislovasa Lubysa. Z funkcji tej odszedł we wrześniu 1994.
W latach 1995–1999 był ambasadorem Litwy na Łotwie, po czym powrócił do pracy naukowej w Litewskiej Akademii Weterynaryjnej.